# Cendrillon s'émancipe
 (janvier 2017).
Si vous disposez d'ouvrages ou d'articles de référence ou si vous connaissez des sites web de qualité traitant du thème abordé ici, merci de compléter l'article en donnant les références utiles à sa vérifiabilité et en les liant à la section « Notes et références ».
Pour plus de détails, voir Fiche technique et Distribution.
Cendrillon s'émancipe (Cinderella Meets Fella) est un cartoon Merrie Melodies réalisé par Tex Avery en 1938.

## Synopsis
Après un début similaire aux versions connues du conte de Cendrillon, le récit dérape quand Cendrillon constate que la fée marraine est partie. Elle appelle alors la police qui trouve la vieille dame dans un bar. Après une session d'invocations magiques peu orthodoxes de la part de la fée marraine retrouvée, Cendrillon arrive au bal et rencontre Prince Charmant. Ils dansent et, sous le coup de minuit, l'héroïne quitte la fête précipitamment. Or, quand le Prince Charmant se rend chez Cendrillon pour lui essayer sa pantoufle de verre, il découvre qu'elle en avait marre d'attendre et qu'elle se trouve dans la troisième rangée d'un cinéma Warner Bros. Le Prince Charmant fond en larmes jusqu'à ce que Cendrillon s'approche de lui pour qu'ils se dirigent ensemble vers la dixième rangée.